# 樺山町
25°02′53″N 121°31′47″E / 25.0479342°N 121.529604°E

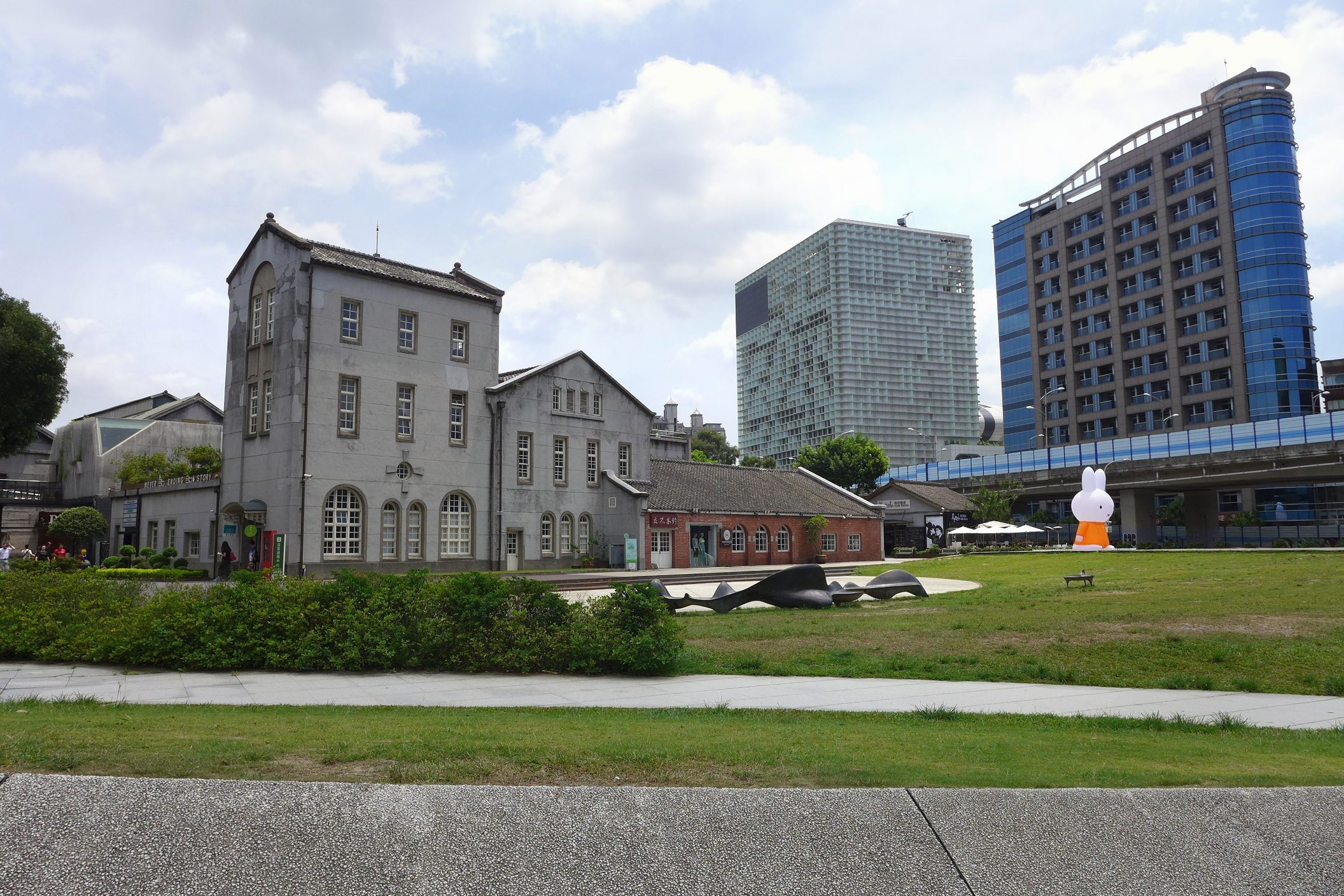
今日華山文創園區

樺山町為臺灣日治時期臺北市之行政區，位於三板橋中部，為紀念首任台灣總督樺山資紀而命名。樺山町北隔鐵路鄰大正町、南鄰幸町，今忠孝東路、北平東西路、青島東路、杭州北路、杭州南路一段、林森南路、天津街、紹興南街、紹興北街、鎮江街之一部均在町內。戰後國民政府當局將“樺山”二字依其中文諧音改為「華山」，是今日該區內善導寺站副站名、華山藝文特區、華山公園、華山市場、華山社區的名稱由來。並劃入城中區，今屬臺北市中正區。
此地自日治時期起設有臺北鐵路貨運樞紐「樺山貨物取扱所」，戰後更名為華山車站，後隨臺北鐵路地下化而廢止。

## 町內設施
- 台北州廳（現監察院廳舍）

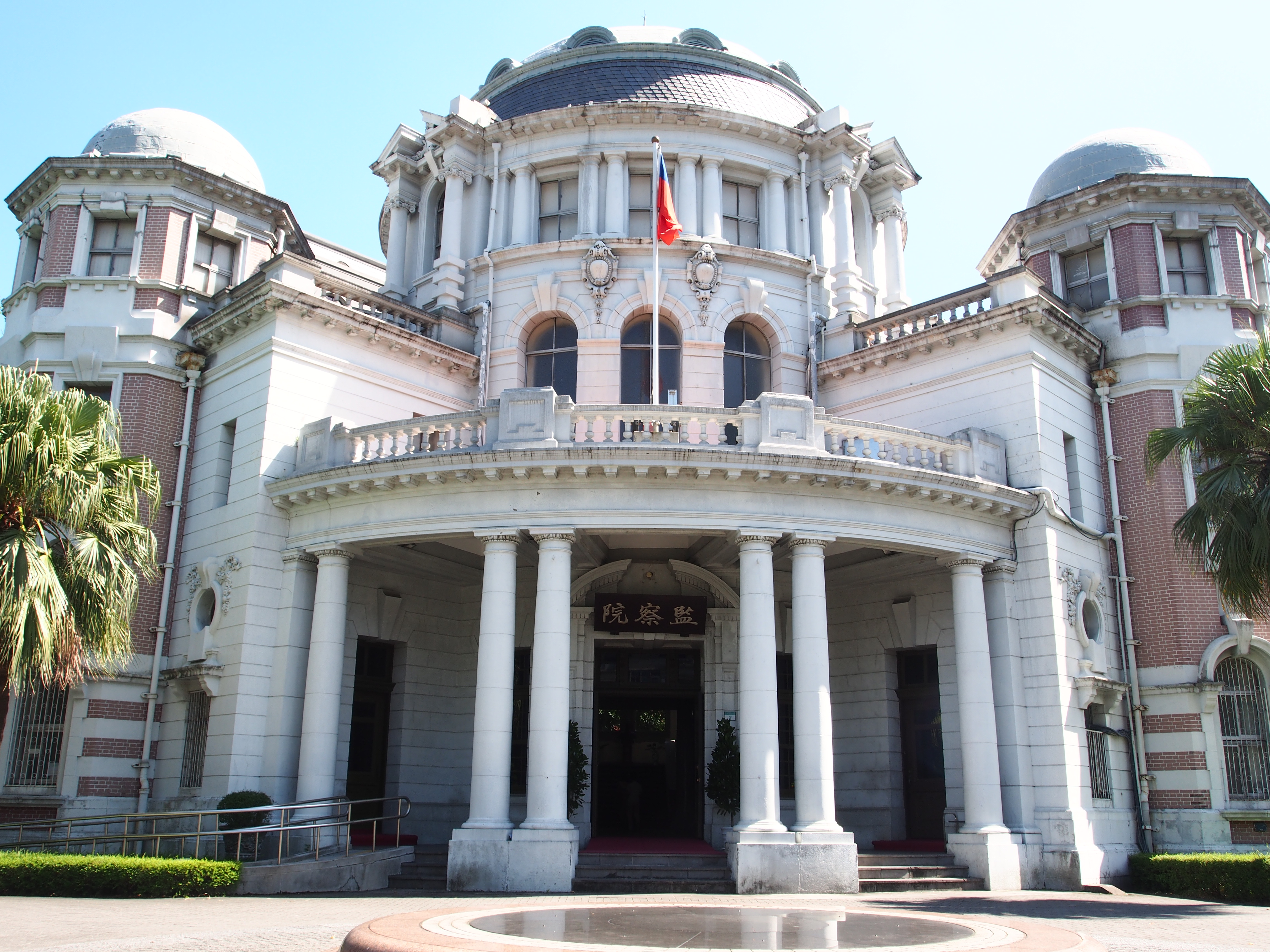
古蹟臺北州廳（現為監察院）

- 台北市役所（現行政院廳舍）：樺山町六十九番地。[1]
- 樺山小學校（現警政署廳舍）
- 樺山貨物驛
- 淨土宗台北別院（現善導寺）
- 樺山町天主堂（現華山救世主天主堂）
- 專賣局台北酒工場（舊芳釀株式會社，現華山文化園區）
- 蕃語研究會，臺北市樺山町五十五ノ六，編輯兼發行人安倍明義。
- 殖產局獸疫血清作業室

1912年設置，專門製造豬霍亂血清和調查家畜傳染病。1931年淡水街新的本館完工，成為殖產局在淡水的獸疫血清製造所，隨即樺山町館舍廢除。
- 財團法人私立愛國高等技藝女學校（樺山町二十八番地）[3]

1920年5月10日開校，原校名「愛國婦人會臺灣支部附屬私立女子職業學校」，原校址為現今司法大廈。1935年增設研究科，校名變更為「財團法人私立愛國高等技藝女學校」，遷入樺山町新址，位於今紹興北街與北平東路口東南角。1938年廢校，學生轉編入臺北市立家政女學校。
- 財團法人土木測量技術員養成所

八田與一及西村仁三郎共同創立於1937年（昭和12年），原借用樺山町三十番地日式東本願寺偏殿作為辦公及上課的場所（善導寺），後遷至台北州新莊郡鷺洲庄三重埔，戰後遷至台北縣瑞芳鎮即今瑞芳高工。